# Calamagrostis tweedyi
Calamagrostis tweedyi là một loài thực vật có hoa trong họ Hòa thảo. Loài này được (Scribn.) Scribn. mô tả khoa học đầu tiên năm 1892.

## Hình ảnh

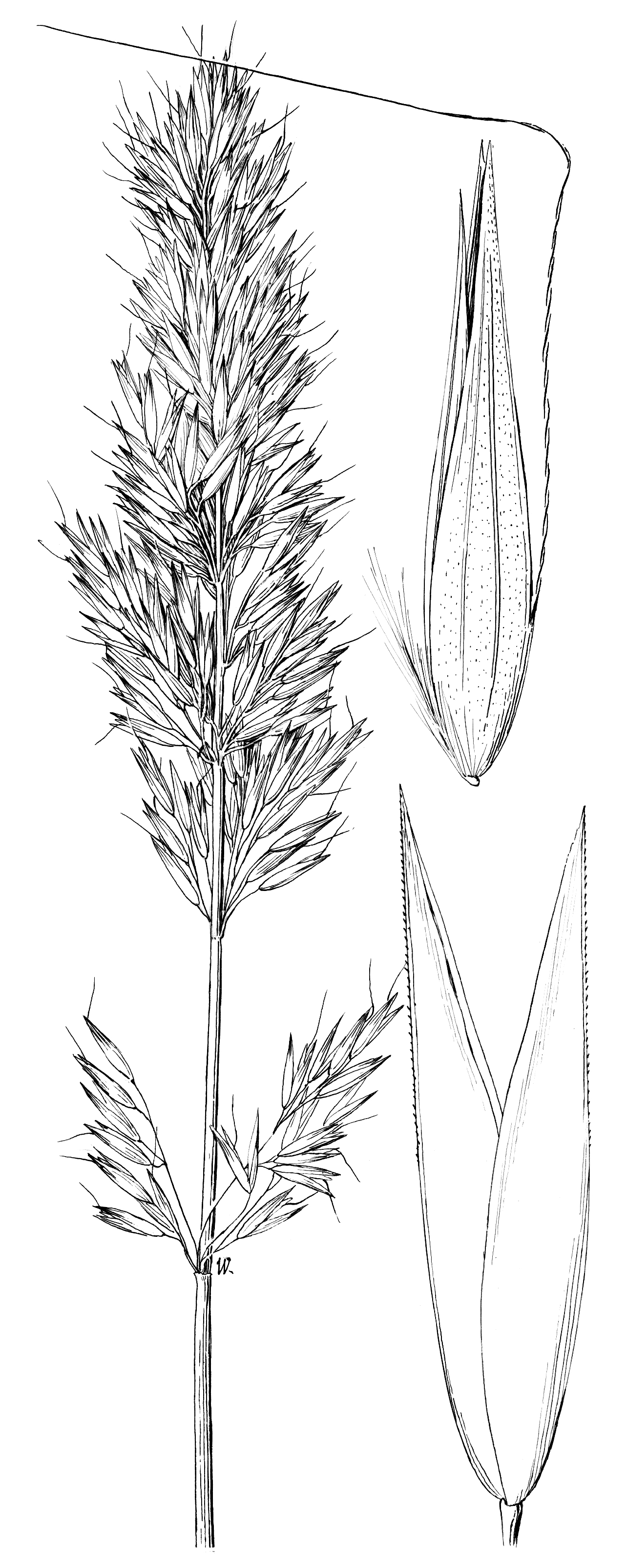
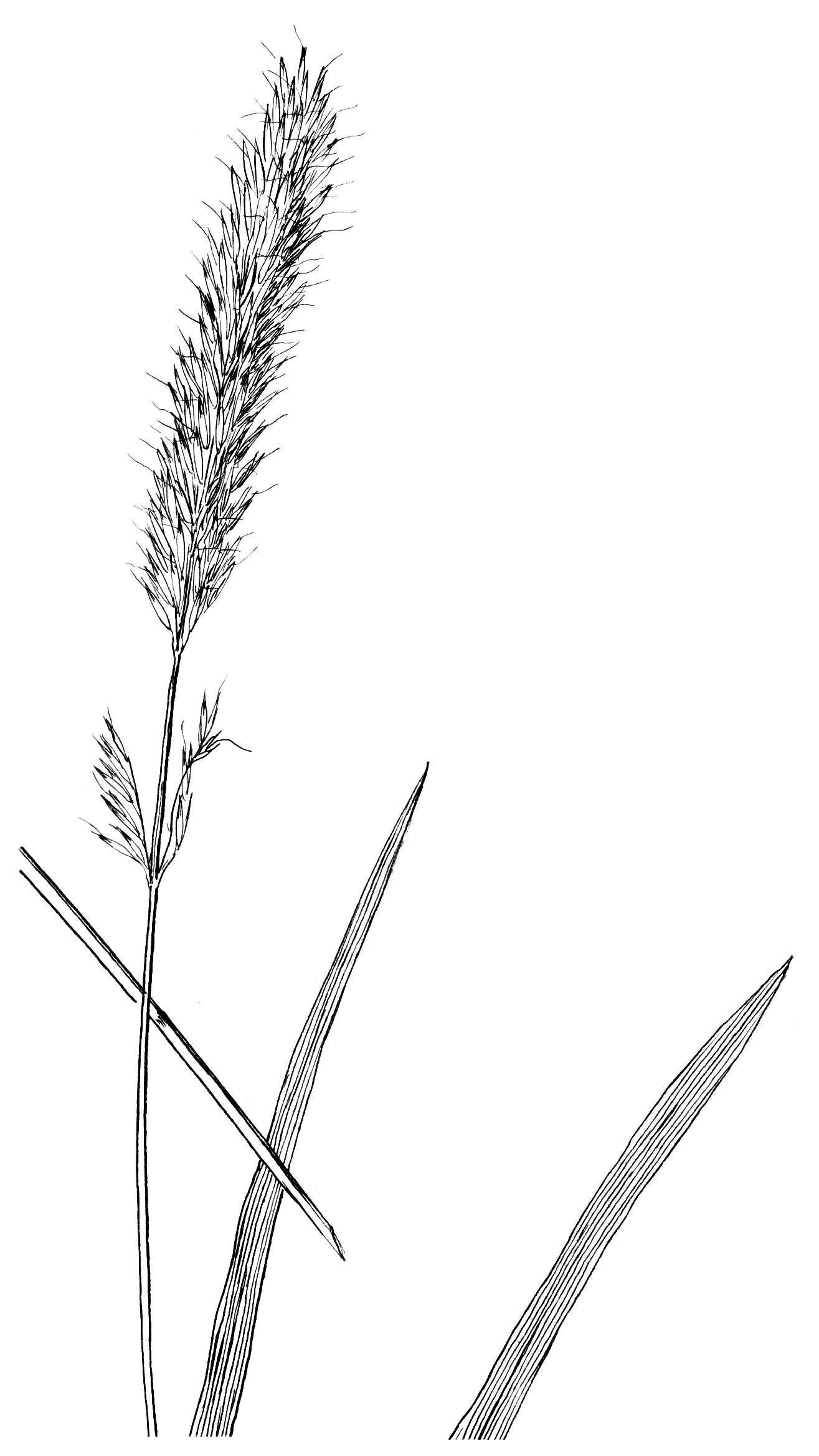